# Валтершен
Валтершен (њем. Walterschen) општина је у њемачкој савезној држави Рајна-Палатинат. Једно је од 119 општинских средишта округа Алтенкирхен (Вестервалд). Према процјени из 2010. у општини је живјело 164 становника. Посједује регионалну шифру (AGS) 7132112.

## Географски и демографски подаци
Валтершен се налази у савезној држави Рајна-Палатинат у округу Алтенкирхен (Вестервалд). Општина се налази на надморској висини од 240 метара. Површина општине износи 2,1 km². У самом мјесту је, према процјени из 2010. године, живјело 164 становника. Просјечна густина становништва износи 77 становника/km².